# Cassandra Oil
Cassandra Oil AB, ofta förkortat CASO, är ett företag i Sverige som utvecklar en teknik att från olika sorters avfall såsom däck, plastavfall, spillolja, tung råolja och elektronikskrot utvinna en användbar dieselolja (MDO). Bolaget listades på NASDAQ FirstNorth under våren 2012 genom en så kallad baklängesnotering där man övertog listningen för Faktum Electronics AB. Ännu 31 mars 2016 hade inga intäkter skapats. Den 28 mars 2017 orsakade ett experiment genomfört av VD Anders Olsson en explosion och brand i företagets lokaler i Västerås. Anders Olsson skadades lindrigt medan en stor del av företagets lokaler och den första reaktorn förstördes. År 2024 förvärvades Cassandra Oil av Nexergy Holdings PLC, ett brittiskt företag som investerar i hållbar energi. Förvärvet värderade Cassandra Oil till cirka 2,1 miljarder SEK, och aktieägarna till företaget får en aktie i Nexergy för varje aktie i Cassandra.

## Koncernstruktur
Cassandra Oil AB är moderbolag i en koncern med flera dotterbolag. Cassandra Oil Technology AB är det huvudsakliga rörelsedrivande bolaget medan Cassandra Oil Processing AB är tänkt att bedriva den framtida oljehandel. Remium Nordic AB är Certified Adviser för CASO.
SEAB, Synthetic Energy 196 AB, bedriver CASO:s verksamhet i Irak. CASO äger inte företaget men hade länge en option att köpa 82 % för ett nominellt belopp. Optionen löpte ut 15 januari 2016 men CASO valde att inte fullfölja köpet. Samarbetet mellan företagen fortsätter dock i Irak.
CGS Energy (Cassandra Green Star Enerji Limited) är ett samriskföretag som bildats tillsammans med Sevens Stars Ltd i Istanbul. Eftersom verksamheten inte startat äger CASO ännu ingen del i företaget.
Cassandra Oil Espana SL är CASO:s dotterbolag i Spanien. Tillsammans med Valoriza har det bildat ett samriskföretag kallat "U.T.E. Valorización Energética de Residuos Jerez" som skall stå för driften av anläggningen i Spanien.

## Teknik
De stora molekylerna i plast- och gummiavfallet bryts ner under hög temperatur till kortare kolväten med så kallad termisk depolymerisation. En rund reaktor men en motordriven rotor får avfallet som blandas med sand att öka i temperatur på grund av friktionen. Depolymerisationen underlättas av att någon form av katalysator blandas in tillsammans med avfallet och sanden. De mindre molekylerna förgasas och denna gas kondenseras sedan till en flytande produkt motsvarande MDO (Marine Diesel Oil).
Gummit i däck innehåller relativt mycket svavel och detta måste avlägsnas från den producerade oljan. Detta görs enligt uppgift genom att svavlet omvandlas till gips vilket skiljer sig kraftigt mot hur moderna raffinaderier reducerar svavelinnehållet genom att tillsätta vätgas och låta svavlet bilda svavelsyra (hydroDeSulferization).
Enligt uppgift får man även fram Limonen som en produkt vilken är en värdefull olja som normalt framställs från skal av citrusfrukter.

## Affärsverksamhet

### Ragn-Sells/Nordkalk och Estland
När CASO listades på FirstNorth presenterades ett samarbetsavtal med Ragn-Sells och Nordkalk. Begagnade däck som Ragn-Sells samlat in skulle omvandlas till olja som Nordkalk skulle använda i sina energikrävande processer. Anders Olsson deltog i "Ragn-Sells Framtidsdagen 2012" och höll denna videopresentation. Anläggningen skulle placeras i Estland och ett bolag startades där. Detta samarbete fullföljdes aldrig men senare har nya "Letter of intents" publicerats tillsammans med enbart Ragnsells. I september 2016 meddelades slutligen att samarbetet med Ragn-Sells avbrutits.

### NSR i Helsingborg
I juli 2012 presenterades i ett pressmeddelande att en CASO-reaktor skulle placeras på en återvinningsstation ägd av Nordvästra Skånes Renhållnings AB (NSR) nära Helsingborg. Detta samarbete fullföljdes aldrig.

### Sevens Star Ltd i Turkiet
I september 2012 presenterades den stora ordern från Sevens Star Ltd i Turkiet. Detta företag är en del i Crown World Group vilket enligt pressmeddelandet är "en företagsgruppering i Mellanöstern med intressen inom bland annat bank & finans, olje- och råvaruhandel, oljeraffinaderier och shipping". Finansieringen av detta projekt skulle göras av ett annat bolag i gruppen, Euro Invest Capital Ltd. Ett JV-bolag bildades, Cassandra Green Enerji Ltd,  och ett förskott på närmare 20 MSEK betalades gradvis ut under 2013 för den första anläggningen. Ordern stoppades i slutet av 2013 på grund av oklara finansiella problem i Crown World Group. 

### PDVSA i Venezuela
I november 2012 presenterades att det statliga oljebolag i Venezuela, PDVSA, visat intresse för Cassandras teknik. Venezuela har mycket stora tillgångar av tung trögflytande råolja. CASO:s teknik skulle användas för att sänka densiteten och göra olja mer lättflytande vilket skulle underlätta transporter och raffinering. Flera andra pressmeddelanden har beskrivit Venezuelas intresse men någon order har aldrig kommit. 

### Gangstö Transport i Norge
Under 2013 förde CASO förhandlingar med Gangstö Transport  i Norge.

### Irak
Irak framfördes tidigt som en viktig marknad för CASO och att man förhandlade med det statliga North Oil Company. Raffinaderier i Irak skall enligt uppgift från CASO ha dumpat enorma mängder tung olja och bildat stora oljesjöar. CASO:s reaktorer påstås kunna bearbeta den tung oljan och skapa användbar diesel. En finansiär vars identitet aldrig avslöjades skulle stå för det nödvändiga kapitalet. Under sommaren och hösten 2013 var förhoppningarna stora och kursen steg kraftigt men leveransen till Irak dröjde. Under våren 2014 meddelades till slut att finansiären dragit sig ur. CASO levererade istället reaktorn utan betalning till platsen nära Kirkuk där den började monteras ihop under sommaren 2014. Några veckor senare startade ISIS sin offensiv in i Irak och då övergav de irakiska regeringstrupperna Kirkuk vilket fick till följd att kurdiska trupper snabbt säkrade Kirkukområdet. Nu kontrollerades området där anläggningen fanns av den autonoma kurdiska delstaten och den irakiska statens inflytande minskade. Det är oklart hur detta påverkat affärsavtal. Anläggningen i Irak drivs av SEAB vilket inte ägs av CASO men de har en option att köpa 82 % av SEAB för ett nominellt belopp. Detta gör att det inte finns någon publicerad finansiell information från driften i Irak att tillgå. Enligt pressmeddelande har det gjorts en mindre försäljning av olja under 2014 men intäkten av försäljningen är okänd.

### Spanien och Sacyr
Ett samarbete med det spanska renhållning och återvinningsföretaget Sacyr har inletts vid en anläggning nära Cadiz. Sacyr har bekostat hus och annan infrastruktur medan CASO har levererat en reaktor uttan betalning. Anläggningen invigdes i november 2014 men produktionen har försenats av problem med strömförsörjning och för hög vattenhalt i plastavfallet. Ännu har inga produktionssiffror eller intäkter publicerats (2015-07-16).

### Saudiarabien
En avsiktsförklaring med det saudiarabiska företaget Tomorrow Environment Company (”TECO”) presenterades i oktober 2015. Avsikten var ett under första året investera minst 37 miljoner USD men än har inga konkreta resultat visats (2016-10-27).

## Kritik

### Debatt i pressen
Dagens Industri har haft flera artiklar som tagit upp olika frågetecken kring CASO. Den första behandlade de stora fördröjningarna samt de stora aktieförsäljningar som ledande personer gjort tidigt. En serie artiklar behandlade frågetecken kring finansiären i Irak och JV-partnern Sevens Star i Turkiet.

### Varning från FirstNorth
CASO tilldelades en varning av disciplinnämnden på FirstNorth 12 maj 2015  för olika uttalanden som gjorts angående produktionen i Irak under juli 2014. 

### Debatt på aktieforum
Investeringsnätverket Jordanfonden med Nils-Erik Sandberg i ledningen investerade tidigt i CASO och marknadsförde bolaget intensivt.

### Patentkonflikt med Roil Trade s.r.o.
Före bildandet av Cassandra Oil AB drev Anders Olsson ett företag kallat Gulf Star Oil Ltd. Detta företag hade affärskontakter med det slovakiska företaget Roil Trade s.r.o. som hade utvecklat en reaktor som i mycket liknar CASO:s nuvarande reaktor. Detta har nu lett till en strid om patentintrång mellan de två företagen. Roil Trade har skapat en webbsida där anklagelser om CASO förs fram.